# Stepnói (Novopokróvskaya, Krasnodar)
Stepnói (del ruso: Степной) es un posiólok del raión de Novopokróvskaya del krai de Krasnodar, en Rusia. Está situado 16 km al sureste de Novopokróvskaya y 163 km al nordeste de Krasnodar, la capital del krai. Tenía 161 habitantes en 2010.
Pertenece al municipio de Pokróvskoye.